# والرو سر
والرو سر (انگلیسی: Valero Serer؛ زادهٔ ۲ نوامبر ۱۹۳۲) بازیکن فوتبال اهل اسپانیا است.
از باشگاه‌هایی که در آن بازی کرده‌است می‌توان به باشگاه خیمناستیک تاراگونا و باشگاه فوتبال رئال ساراگوسا اشاره کرد.